# Dejan Židan
Dejan Židan, slovenski veterinar in politik, * 16. oktober 1967, Maribor.
Židan je nekdanji poslanec Državnega zbora Republike Slovenije. Med letoma 2018 in 2022 je bil tudi predsednik te institucije, pred tem pa tudi dvakratni minister za kmetijstvo, gozdarstvo in prehrano. Bil je tudi predsednik uprave Skupine Panvita. 

## Mladost
Rodil se je 16. oktobra 1967 v Mariboru. Leta 1992 diplomiral na Veterinarski fakulteti Univerze v Ljubljani, leta 1999 pa iz veterinarskih znanosti tam tudi magistriral. Prvo zaposlitev je našel v Murski Soboti, in sicer na Oddelku za reprodukcijo Živinorejsko veterinarskega zavoda za Pomurje.
V letu 2007 je postal član sveta za živinorejo Ministrstva za kmetijstvo, gozdarstvo in prehrano, prav tako ga je Fakulteta za kmetijstvo Univerze v Mariboru habilitirala naziv gostujoči strokovnjak na fakulteti. Januarja 2007 je postal tudi predsednik uprave Skupine Panvita, d. d.

## Politika
Od 5. maja 2010 do 2018 je bil minister za kmetijstvo, gozdarstvo in prehrano Republike Slovenije. Leta 2011 je bil na listi Socialnih demokratov izvoljen za poslanca Državnega zbora Republike Slovenije. Funkcijo predsednika Socialnih demokratov je nastopil maja 28. maja 2014 po odstopu Igorja Lukšiča s tega mesta. 23. avgusta 2018 je bil izvoljen za predsednika Državnega zbora Republike Slovenije. S funkcije je odstopil 3. marca 2020, ko je bil za predsednika vlade izvoljen Janez Janša. 28. maja 2020, na šesto obletnico prevzema vodenja stranke SD, je s funkcije sestopil in položaj predal evropski poslanki Tanji Fajon.
Na državnozborskih volitvah 2022 se je potegoval za nov poslanski mandat, a ga ni osvojil. Vlada ga je kasneje imenovala na mesto državnega sekretarja na ministrstvu za gospodarski razvoj in tehnologijo v mandatu ministra Matjaža Hana.

## Zasebno
Dejan Židan je poročen s Tatjano Gider Židan. Z ženo imata sina in hčer.